# ماينرز شات داون (فلم)
ماينرز شات داون (بالإنجليزية: Miners Shot Down)، هُو فيلم وثائقي جنوب أفريقي صدر سنة 2014 وأخرجه Rehad Desai.

## وصلات خارجية
- مقالات تستعمل روابط فنية بلا صلة مع ويكي بيانات